# Daguerre Glacier
Daguerre Glacier är en glaciär i Antarktis. Den ligger i Västantarktis. Argentina, Chile och Storbritannien gör anspråk på området. Daguerre Glacier ligger 246 meter över havet.
Terrängen runt Daguerre Glacier är kuperad åt nordväst, men åt sydost är den bergig. Trakten är obefolkad. Det finns inga samhällen i närheten.